# Jacque Kahura
Jacque Kahura es una maestra de las zonas rurales de Kenia. Proviene una familia de maestros y tuvo un interés dentro de la enseñanza desde una edad joven. Ella realmente destaca en el sistema escolar de Kenia, que sufre una enorme falta de recursos y entonces se centra demasiado en las pruebas.
Jacque, sin embargo, crea un entorno altamente interactivo en el aula prioriza aprendizaje en grupos pequeños y un montón de viajes en el campo "para crear conciencia sobre el medio ambiente de los estudiantes.".
La maestra ha sido alcanzando a cientos de otros maestros profesionales a través de circulares y para organizar conferencias y encuentros. Los anima para compartir mejores prácticas, recibe formación adicional y motiva cada uno para quedarse en la profesión a pesar de los retos.

## Proyectos
En el 2009, fundó el LIBA (Levantándose las Barreras), una organización con objetivos de crear un medio ambiente de saber mejor para niños, en particular para alumnos desfavorecidos.
Forma parte del Consejo de Educación del Condado de Kilifi, que gestiona la enseñanza y el liderazgo en más de 400 escuelas.
También es miembro del consejo de dos escuelas secundarias..

## Premios
Tuvo tres diplomas de educación, fue elegida en 2009 como uno de los 10 maestros de África Del este entre 2,800 aspirantes para recibir la beca de Commonwealth para el título de un Maestro en el Instituto de Educación, Universidad de Londres.